# Mastacembelus taiaensis
Mastacembelus taiaensis är en fiskart som först beskrevs av Travers 1992.  Mastacembelus taiaensis ingår i släktet Mastacembelus och familjen Mastacembelidae. IUCN kategoriserar arten globalt som sårbar. Inga underarter finns listade i Catalogue of Life.